# Brandon Armstrong
Brandon Armstrong (San Francisco, 17 de junho de 1980) é um ex-jogador norte-americano de basquete profissional que atuou na  National Basketball Association (NBA). Foi o número 23 do Draft de 2001.